# Stephen Dunham
Pour les articles homonymes, voir Dunham (homonymie).
Stephen Dunham, né le 14 septembre 1964 à Boston, et mort le 14 septembre 2012 à Burbank, est un acteur américain.

## Biographie
Stephen Dunham a remporté un large succès critique dans le film indépendant Nothing Sacerd et s'est également illustré en guest star dans les séries Ellen et Grand. Issu de la célèbre Tisch School of the Arts de New York, il poursuivit sa formation pendant quatre ans au Circle In The Square Studio, travaillant notamment les méthodes Lee Strasberg et Stanislavski, avant de rejoindre l'atelier d'Ellen Burstyn à l'Actors Studio.
Il était marié à l'actrice  Alexondra Lee, avec laquelle il joue dans Paranormal Activity 4. Il succombe à une attaque cardiaque à l'âge de 48 ans.

## Filmographie

### Au cinéma
- 1987 : You Talkin' to Me?
- 1995 : Nonstop Pyramid Action : Nick
- 1997 : Nothing Sacred : Matt
- 1999 : La Momie : Mr Henderson
- 2001 : Traffic : Le lobbyiste
- 2002 : Arrête-moi si tu peux (Catch Me If You Can) de Steven Spielberg : Un pilote
- 2003 : Self control
- 2005 : Sa mère ou moi ! : Dr Chamberlain
- 2008 : Max la menace : Le chef des services secrets
- 2012 : Paranormal Activity 4 : Doug Nelson, le père d'Alex

### À la télévision
- 1990 : Grand
- 1992 : Code Quantum : Dennis Boardman
- 1999 : Père malgré tout : Hunter Franklyn
- 2000 : DAG (en) : Edward Pillows
- 2001 : Les Chroniques du mystère : Louis Phillips
- 2002 : Hôpital San Francisco
- 2002 : Romeo Fire
- 2003 : The Big Wide World of Carl Laemke
- 2003 : Ce que j'aime chez toi : Peter
- 2003 : Voilà ! : Andrew
- 2005 : Hot Properties : Charlie
- 2008 : True Jackson : Chad Brackett
- 2009 : The Bill Engvall Show : Danny